# جيفرسون جونز
جيفرسون جونز (6 يناير 1954 في باربادوس - ) (بالإنجليزية: Jefferson Jones)‏ هو لاعب كريكت بريطاني. لعب مع Berkshire County Cricket Club ‏.

## وصلات خارجية
- جيفرسون جونز على موقع إي آس بي آن كريك إنفو (الإنجليزية)